# Хамед, Насим
Насим Хамед (араб. نسيم حميد‎, род. 12 февраля 1974) — англо-йеменский боксёр, бывший чемпион мира в полулёгком весе по версии WBO (1995—2000) IBF (1997) WBC (1999) IBO (2002), линейный чемпион и чемпион Европы во втором легчайшем весе. За свою карьеру победил 16 боксёров за титул чемпиона мира в полулёгком весе. Известен тем, что на ринг всегда выходил в шортах в стиле «Леопард». В 2015 году включен в Международный зал боксёрской славы.

## Биография
С 6 лет начал заниматься боксом у тренера Брендана Ингла; в 12 лет заявил редактору Boxing News, что собирается стать чемпионом мира и его история просто обязана быть написана. Уже в 26 лет Хамед стал одним из лучших боксёров мира.
Одним из выдающихся спортсменов принца Насима делает то, что на ринге он перевоплощается, играет для зрителей, а не просто ведёт бой. Его торговые марки — это танцы и музыка, леопардовые шорты, феерическое появление на ринге. Даже Сэр Боб Гэлдолф в одном из своих интервью назвал Хамеда одним из лучших шоуменов мира. Да и другие знаменитости признают талант Насима. Это Сильвестр Сталлоне, Уилл Смит, Уэсли Снайпс,  Дэвид Бэкхэм.
Многие хотели бы сотрудничать с Принцем, иметь с ним общее дело. В январе 1996 года Ноэл Галлахер говорил о том, что если бы Насим был музыкантом, то он должен был бы быть в его группе, а если бы сам Ноэл был боксёром, то хотел бы добиться таких же результатов, как принц. Так Хамед стал своеобразным героем Англии. Его принимала даже королевская семья в Бyкингемском дворце. Конечно Хамед гордится своими арабскими корнями. Февраль 1997 г. принёс Насиму титул IBF за победу над Томом Джонсом. После этой схватки достоянием принца стало два пояса.
В августе того же года ввиду боксёрской политики Насим остался без пояса IBF. Но после этого к нему вернулся успех, сбылась мечта. Заключённый контракт с НВО сделал Хамеда одним из самых оплачиваемых боксёров во всем мире.
19 декабря 1997 г. Насим покорил Америку, разгромив в первом бою за четыре раунда Кевина Келли. Это один из удачнейших боев принца. И состоялся он в Madison Square Garden — столица бокса. С 1999 г. Хамед стал отдавать себя не только боксу, но и другой деятельности. Он собственноручно открыл промоутерскую компанию 'Prince Promotions'. Это компания стала отнимать много времени. В октябре 1999 г. Насима Хамеда ждала встреча с мексиканцем Цезарем Сото. Её главной целью было завоевание титула WBC. Принц на 6 недель переехал в лагерь Pocono Mountains, где усиленно стал заниматься подготовкой к бою. Здесь же Насим нашёл компанию в лице Леннокса Льюиса, который тоже тренировался перед матчем-реваншем с Холифилдом. Подготовка зря не прошла, уже после двенадцати раундов Хамед стал чемпионом в двух номинациях — WBO и WBC. Но снова помешала боксёрская политика. В январе 2000 г. пришлось отказаться от титула WBC.
Единственным поражением Хамеда за его карьеру стал бой 7 апреля 2001 года (Марко Антонио Баррера — Насим Хамед).
Это был бой между двумя лучшими полулегковесами, изначально ожидалась скорая победа «Принца». Однако в первом раунде Баррера задал тон всему поединку, заставив Насима убрать счастливую, самоуверенную улыбку с лица, оказав серьёзное сопротивление, к которому Насим Хамед не был готов. Хамед энергично набросился на Барреру, стремясь послать его в нокаут, как и обещал, но его удары не доходили до цели или были блокированы, в то время как Баррера успешно контратаковал быстрыми ударами левой в голову, которые порой явно потрясали Хамеда. Разочарованный своей неспособностью попасть в Барреру, во втором раунде Хамед устроил небольшую стычку, оба боксёра завалились на пол. Скоро стало ясно, что Хамед ничего не может противопоставить непробиваемой защите Марко Барреры, его безупречным передвижениям и тяжёлым встречным ударам. Дела Хамеда с каждым раундом шли все хуже. В конце концов, Баррера получил заслуженную победу единогласным решением судей.
В 2000 г., в сентябре, у Насима Хамеда был крупный юбилей — пять лет чемпионства WBO.
В мае 2006 года Насим Хамед был заключён в тюрьму на 15 месяцев за опасное вождение, но в сентябре 2006 года был досрочно освобождён.

## Титулы
- European Bantam weight (1994)
- WBC International
- Superbantam weight (1994—1995)
- WBO Feather weight (1995—2000)
- IBF Feather weight (1997)
- WBC Feather weight (1999)
- IBO Featherwe

## Награды
- Орден Британской империи степени члена (31 декабря 1998) — «за заслуги в боксе»[2]. Лишён указом королевы от 12 декабря 2006 года и исключён из списков награждённых по причине аварии в 2005 году[3].